# فردريش أنطون ميكيل
فردريش أنطون ميكيل (1811-1871) (بالإنجليزية: Friedrich Anton Wilhelm Miquel)‏ هو عالم نبات هولندي.